# Halloween II (film fra 2009)
 Denne artikel omhandler Halloween en film fra 2009. Opslagsordet har også en anden betydning, se Halloween (flertydig).
Halloween II er en amerikansk gyserfilm fra 2009 instrueret af Rob Zombie.

## Medvirkende
- Malcolm McDowell som Dr. Samuel Loomis
- Scout Taylor-Compton som Laurie Strode
- Tyler Mane som Michael Myers
- Danielle Harris som Annie Brackett
- Brad Dourif som Sheriff Brackett
- Caroline Williams som Dr. Maple
- Chase Wright Vanek som unge Michael
- Sheri Moon Zombie som Deborah Myers

## Eksterne Henvisninger
- Halloween II på Internet Movie Database (engelsk)
- Halloween II på Filmdatabasen
- Halloween II på AlloCiné (fransk)
- Halloween II på MovieMeter (nederlandsk)
- Halloween II på AllMovie (engelsk)
- Halloween II hos American Film Institute (engelsk)
- Halloween II hos British Film Institute (engelsk)
- Halloween II på Turner Classic Movies (engelsk)
- Halloween II på The Movie Database (engelsk)
- Halloween II på Rotten Tomatoes (engelsk)

| Gyserfilm | Spire Denne gyserfilm-artikel er en spire som bør udbygges. Du er velkommen til at hjælpe Wikipedia ved at udvide den. |